# H. Paul Jeffers
Pour les articles homonymes, voir Jeffers.
Harry Paul Jeffers, né à Phoenixville, Pennsylvanie, le 18 novembre 1934, et mort à New York le 4 décembre 2009, est un journaliste, un historien et un auteur américain de roman policier et de western. Il signe ses publications H. Paul Jeffers ou des pseudonymes M. T. Jefferson et Harry Paul Longsdale.

## Biographie
Il fait ses études supérieures en journalisme à l'Université Temple. Il est un temps reporter avant de devenir successivement chef de pupitre de toutes les stations de radio d’informations de New York.  Il a également été éditeur et producteur pour ABC, CBS et NBC.
Il a enseigné le journalisme aux universités de New York, Syracuse et Boston.
En 1970, il écrit un ouvrage documenté sur la CIA. Dix ans plus tard, il signe les biographies du politicien de droite James Brady et du maire de New York Fiorello LaGuardia. Il publie ensuite d'autres biographies et des ouvrages sur des moments-clés de l’histoire et de l’armée américaines.
Dans les années 1980, il se lance également dans le roman policier et le western.  Il crée notamment le détective privé newyorkais Harry MacNeil. Dans Jazz Gang (1981), la première enquête de ce héros digne de Chandler, parue en France dans la Série noire, MacNeil révèle qu'il aurait préféré être un clarinettiste de jazz. D'ailleurs, l'action se déroule dans le milieu des boîtes de nuit newyorkais des années 1930, à l’époque où Fiorello La Guardia est maire de la ville.
Dans les années 1990, Jeffers crée un autre héros récurrent, évoluant cette fois à l'époque contemporaine, le sergent John Bogdanovic, bras droit du chef des détectives de la police de New York, qui apparaît dans trois titres.
Dans les années 2000, paraissent sous la plume de Jeffers de nouvelles aventures de Sherlock Holmes, le célèbre personnage de Sir Arthur Conan Doyle. Jeffers connaît fort bien l'univers du résident de Baker Street, puisque dès 1983, il avait publié Irrégulier, mon cher Morgan !, un roman fondé sur des personnages aperçus dans les récits de Sherlock Holmes et paru en France dans la collection Le Masque.

## Œuvre

### Romans

#### Série policièreHarry MacNeil
- Rubout at the Onyx (1981) Publié en français sous le titre Jazz Gang, Paris, Gallimard, Série noire no 1874, 1982
- Murder on Mike (1984)
- The Rag Doll Murder (1987)

#### Série westernMorgan
- Morgan (1989)
- Blood on the Nueces (1989)
- Texas Bounty (1989)

#### Série policièreSergent John Bogdanovic
- A Grand Night for Murder (1995)
- Reader’s Guide to Murder (1996)
- Corpus Corpus (1998)

#### SérieKate Fallon, signée M.T. Jefferson
- In the Mood for Murder (2000)
- The Victory Dance Murder (2000)
- Decorated for Murder (2002)

#### SérieNick Chase, signée Harry Paul Longsdale
- Where There's Smoke, There's Murder (1999)
- Smoking Out a Killer (2000)
- Up in Smoke (2001)

#### Autres romans
- Murder Most Irregular (1983) Publié en français sous le titre Irrégulier, mon cher Morgan !, Paris, Librairie des Champs-Élysées, Le Masque no 1807, 1985
- Portrait in Murder and Gay Colours (1985)
- Gods and Lovers (1988)
- Secret Orders (1989)
- Owlhoot Trail (1990)
- Tombstone Revenge (1991)
- What Mommy Said (1997)

### Recueils de nouvelles
- Adventures of the Stalwart Companions (1981)
- The Forgotten Adventures of Sherlock Holmes (2005)
- The Further Adventures of Sherlock Holmes: The Stalwart Companions (2010)

### Essais
- The CIA: a Close Look at the Central Intelligence Agency (1970)
- Diamond Jim Brady (1980)
- The Napoleon of New York (Mayor Fiorello LaGuardia) (1980)
- Murder Along Way (1991), en collaboration avec Kenneth Gribetz
- Hollywood Mother of the Year (1992), en collaboration avec Sheila MacRae
- Who Killed Precious? (1992)
- Profiles in Evil (1992)
- Commissioner Roosevelt (1994)
- A Spy in Canaan (1995)
- Colonel Roosevelt (1996)
- The Good Cigar (1996), en collaboration avec Kevin Gordon
- High Spirits (1997)
- The Bully Pulpit (1998)
- 21 (1999), en collaboration avec H. Peter Kriendler
- An Honest President (2000)
- Legends of Santa Claus (2000)
- Sal Mineo (2000)
- With an Axe (2000)
- The Complete Idiot's Guide to the Great Depression (2001)
- Theodore Roosevelt Jr (2002)
- Roosevelt the Explorer (2002)
- In the Roughrider's Shadow (2003)
- The 100 Greatest Heroes (2003)
- Ace of Aces (2003)
- Disaster By the Bay (2003)
- The Complete Idiot's Guide to Jerusalem (2004)
- History's Greatest Conspiracies (2004)
- Billy Mitchell (2006)
- I Told You So (2006)
- Burning Cold (2006)
- The Freemasons in America (2006)
- The Perfect Pipe (2007)
- Onward We Charge (2007)
- Command of Honor (2008)
- Taking Command (2009)
- The Bilderberg Conspiracy (2009)
- Dark Mysteries of the Vatican (2010), publication posthume Publié en français sous le titre Les Dossiers noirs du Vatican, Saint-Victor-d'Épine, City Edition, 2010
- Marshall: Lessons in Leadership (2010), publication posthume